# Victoria Blackledge
Pas d'image ? Cliquez ici

a Compétitions nationales et continentales officielles uniquement.

b Matchs officiels uniquement.
Dernière mise à jour le 15 mars 2024.
Victoria Blackledge, ou Victoria Grant après son mariage, née le 26 août 1982 à Auckland (Nouvelle-Zélande), est une joueuse internationale néo-zélandaise de rugby à XV, occupant les postes d'ailier ou d'arrière.

## Biographie
Elle a fait ses débuts internationaux en 2006.
Elle remporte la Coupe du monde féminine de rugby à XV 2006 disputée du 31 août au 17 septembre 2006, elle a disputé 3 matchs (3 titularisations) et elle a inscrit 2 essais.

## Palmarès
- Vainqueur de la Coupe du monde en 2006.